# 伝光録
伝光録（でんこうろく）は、日本の曹洞宗の僧侶、瑩山紹瑾によって説かれた、釈迦から懐奘までの曹洞宗歴代祖師の伝記集。全53章2巻。1300年成立。日本曹洞宗では『正法眼蔵』と共に重視される。

## 概要
正安2年（1300年）に大乗寺において瑩山が説き、弟子がまとめた。
釈迦からインドの28祖、中国の23祖、日本の道元、懐奘までの合計53人について、それぞれ一章を充て、悟りの機縁を中心に、仏教の伝統を示している。

### 構成
各章は本則、機縁、提唱、偈頌の4部で構成されている。

## 刊行情報
安政4年（1857年）、佛洲仙英（1794～1864）により、各写本が校訂され開版（刊行）された（仙英本）。
- 『瑩山和尚伝光録』（大内青巒校訂、鴻盟社、1885年）
- 『伝光録詳解 - 異文対挙出典遡考』（横関了胤著、仏教社、1940年）
- 『伝光録』（横関了胤校訂、岩波文庫、1944年、復刊1992年）
- 『常済大師全集』（孤峰智璨編、總持寺、1967年）
- 『瑞泉寺本伝光録』（川口高風編著、1978年）
- 『瑩山 日本の禅語録 第5巻』（田島柏堂訳著、講談社、1978年）、抜粋の現代語訳
- 『永沢寺本伝光録』（名著普及会、1985年）
- 『伝光録 - 現代語訳』（東隆眞訳、大蔵出版、1991年）
- 『伝光録』（宗典編纂委員会編、曹洞宗宗務庁、2005年）

### 伝光会
刊行100年にあたる昭和31年（1956年）より、本録の提唱会である伝光会が總持寺系を中心に開かれている。